# Kansas (Ohio)
Kansas – jednostka osadnicza w Stanach Zjednoczonych, w stanie Ohio, w hrabstwie Seneca.